# Torres (Jaén)
Torres és un municipi de la província de Jaén (Andalusia, situat en la cara nord de Sierra Mágina i vorejat per les muntanyes: Aznaitín, Monteagudo, Las Cárceles, Almadén. Limita amb els municipis d'Albanchez de Mágina, Cambil, Pegalajar, Mancha Real i Jimena. L'economia de Torres es basa en l'agricultura, sent els seus principals fruits l'oliva i la cirera. Amb una tendència en els últims anys a l'explotació hotelera de la zona. En l'àmbit cultural destaca la seva església del segle xvi en el qual destaca els seus majestuosos arcs (S. XVII) i el Palau dels Marquesos de Camarasa de l'escola del mestre Andrés de Vandelvira.

## Personatges il·lustres
- Baltasar Garzón, jutge